# Боанвил ле Гајар
Боанвил ле Гајар (фр. Boinville-le-Gaillard) је насељено место у Француској у региону Париски рефион, у департману Ивлен.
По подацима из 2011. године у општини је живело 616 становника, а густина насељености је износила 49,2 становника/km².

## Демографија
| 1962. | 1968. | 1975. | 1982. | 1990. | 2011. |
| ----- | ----- | ----- | ----- | ----- | ----- |
| 302   | 296   | 304   | 485   | 503   | 616   |